# Kirov
Kirov (russo:  Киров; IPA: [ˈkʲirəf]) é uma cidade da Rússia, capital da província com o mesmo nome.
Localiza-se no centro da Rússia Europeia, a oeste dos Urais. Tem 490.4 mil habitantes (censo de 2008) e foi fundada em 1374 com a designação de Khlynov. Passou a chamar-se Vyatka em 1780 por decreto de Catarina, a Grande, e Kirov em 1934, em homenagem ao revolucionário Sergei Kirov.
É um centro de indústria, ciência, transportes ferroviários e fluviais.
Anualmente, Kirov recebe uma peregrinação de cerca de 20 mil cristãos ortodoxos russos. É uma das peregrinações mais antigas e tradicionais da Rússia. A peregrinação se iniciou em 1668, realizada em devoção a São Nicolau (inspirador da figura do Papai Noel), e sobreviveu à revolução russa de 1917 e à perseguição do governo comunista até 1989, continuando até os dias de hoje.

## Esporte
A cidade de Kirov é a sede do Estádio Rússia e do FC Dínamo Kirov, que participa do Campeonato Russo de Futebol. 